# Castello di Civitacampomarano

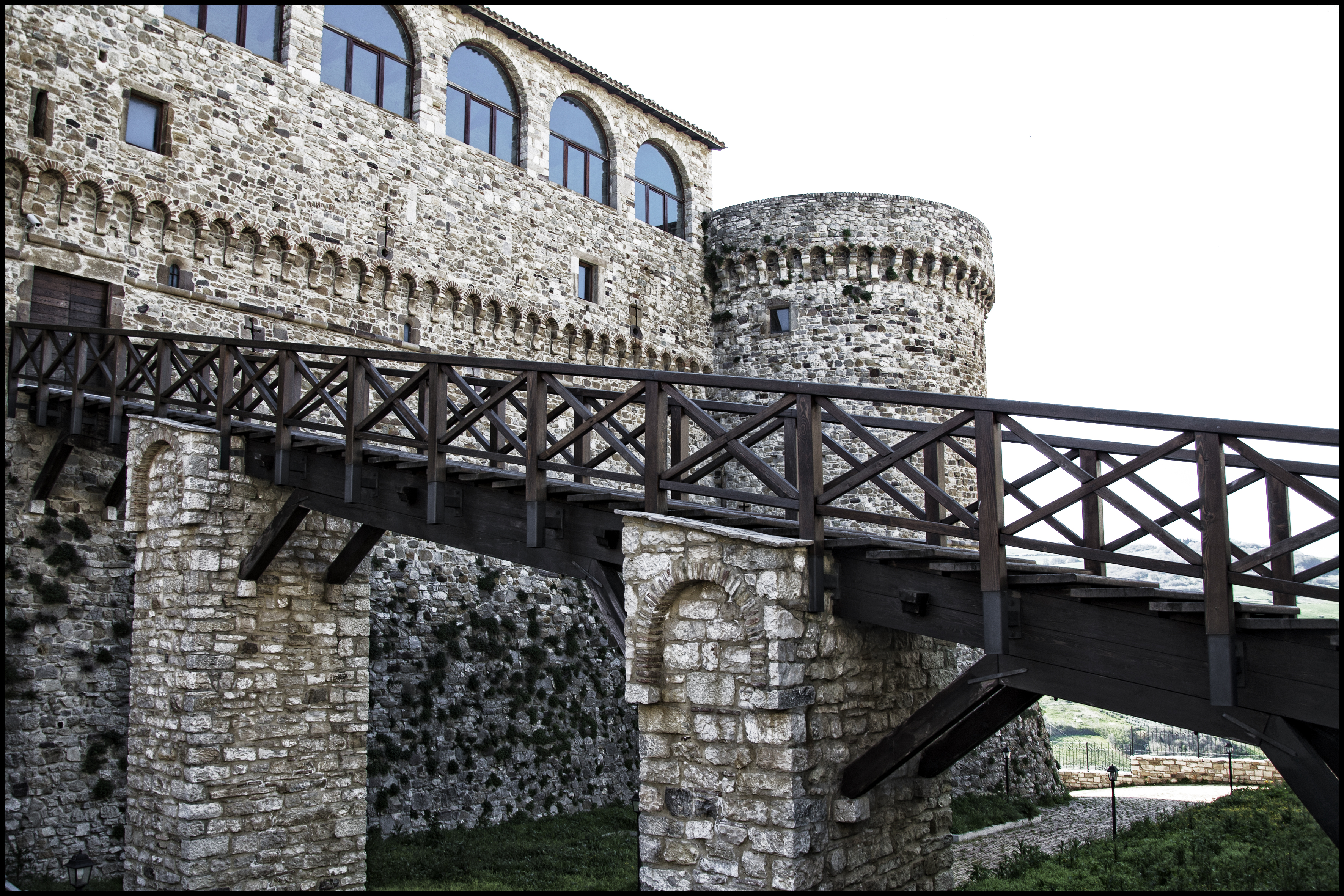
il castello: facciata

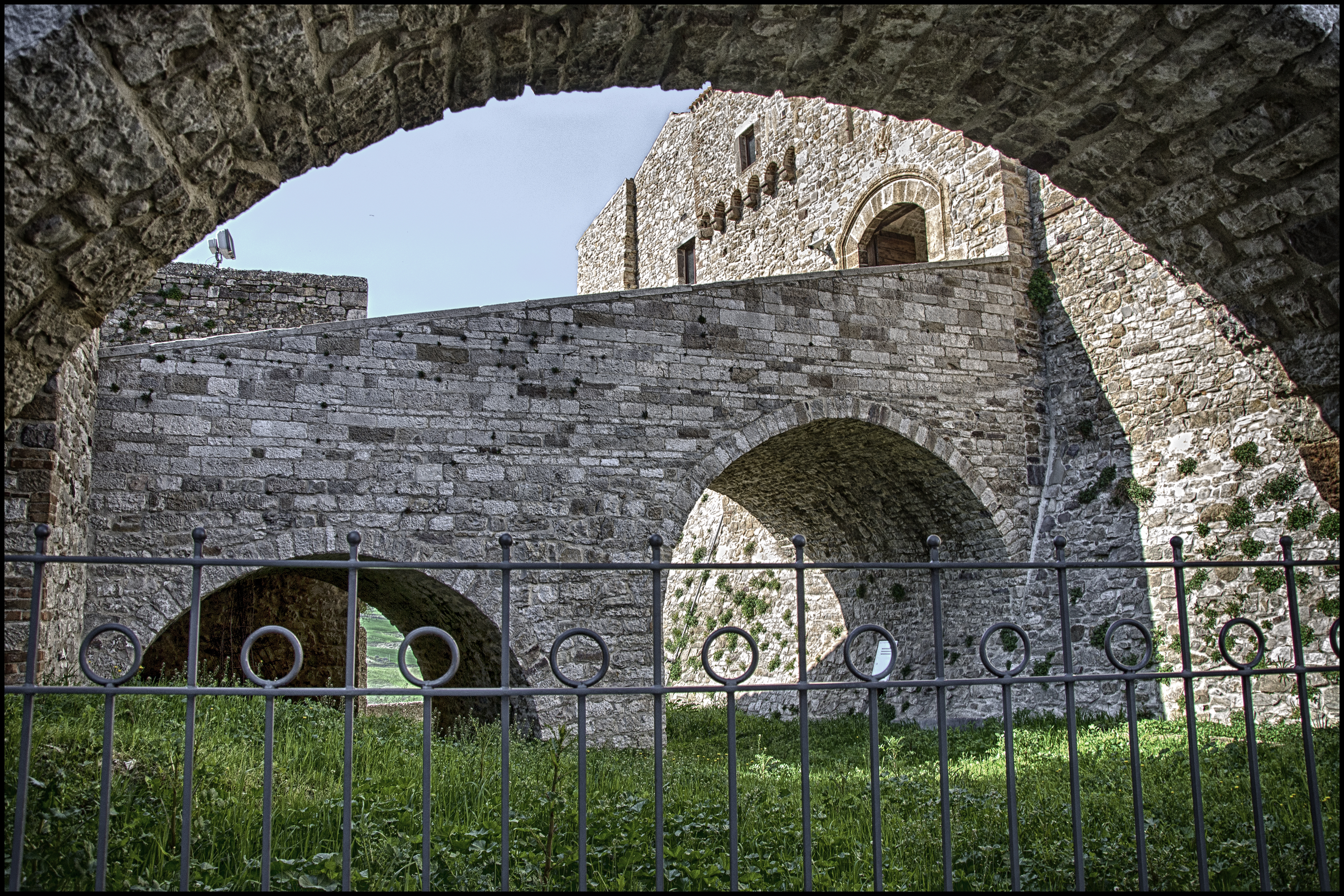
il castello: ponte interno

Il castello di Civitacampomarano è il principale monumento di Civitacampomarano, cittadina del Molise in provincia di Campobasso. Si erge nella parte centrale del paese su un crinale di arenaria, fra i torrenti Mordale, che attraversa la Cavatella, e il Vallone Grande, uno degli affluenti del fiume Biferno.
Si sostituì ad una più antica torre di avvistamento, databile probabilmente intorno alla seconda metà del XII secolo e di cui si può ancora vedere il perimetro, messo in evidenza durante gli imponenti lavori di restauro del finire del XIX secolo. L'impianto così come lo vediamo oggi, invece, secondo gli studiosi dovrebbe risalire al XIII secolo, presentando l'edificio degli elementi architettonici tipici dell'epoca, sotto la dominazione angioina.
Dal dicembre 2014 il Ministero per i beni e le attività culturali lo gestisce tramite il Polo museale del Molise, nel dicembre 2019 divenuto Direzione regionale Musei.

## Chiesa madre
Originariamente di fronte ad esso era posta la chiesa madre, crollata nel 1903 a seguito di uno sfaldamento del costone sul quale si ergeva. Di essa ora resta visibile solo il basamento, mentre il campanile è intatto e funzionante ed è provvisto anche di un orologio i cui rintocchi risuonano ogni quarto d'ora.

## Pianta e facciata
La pianta è quadrangolare, scandita ai vertici da tre torri cilindriche, di cui due perfettamente conservate, mentre una, parzialmente distrutta, è stata ricostruita durante i lavori di restauro. Intorno alla struttura vi è un fossato che si affaccia sull'attuale Piazza Municipio, oggi colmato dal verde, ma che, dalla fine del Quattrocento in poi, separava il castello dalla cinta muraria occidentale. È ancora visibile, sull'estremo sud-ovest di questa, una quarta torre più piccola che fa parte di una delle case private costruite a ridosso delle mura.
Sulla facciata orientale vi è un blasone con lo stemma di Paolo di Sangro e con ritratto un grifone con due gigli capovolti, simbolo della definitiva sconfitta da parte degli aragonesi (rappresentati dal grifone) sui rivali angioini (impersonati dei gigli) per la conquista del Regno di Napoli. Secondo alcuni studiosi, la presenza dei gigli capovolti è, nel contempo, il ricordo del tradimento del di Sangro ai danni dei d'Angiò. Ai lati dello stemma si trovano due feritoie sulle quali è ancora possibile vedere le tracce che le catene del ponte levatoio hanno lasciato, scavando la pietra.

## Cortile interno

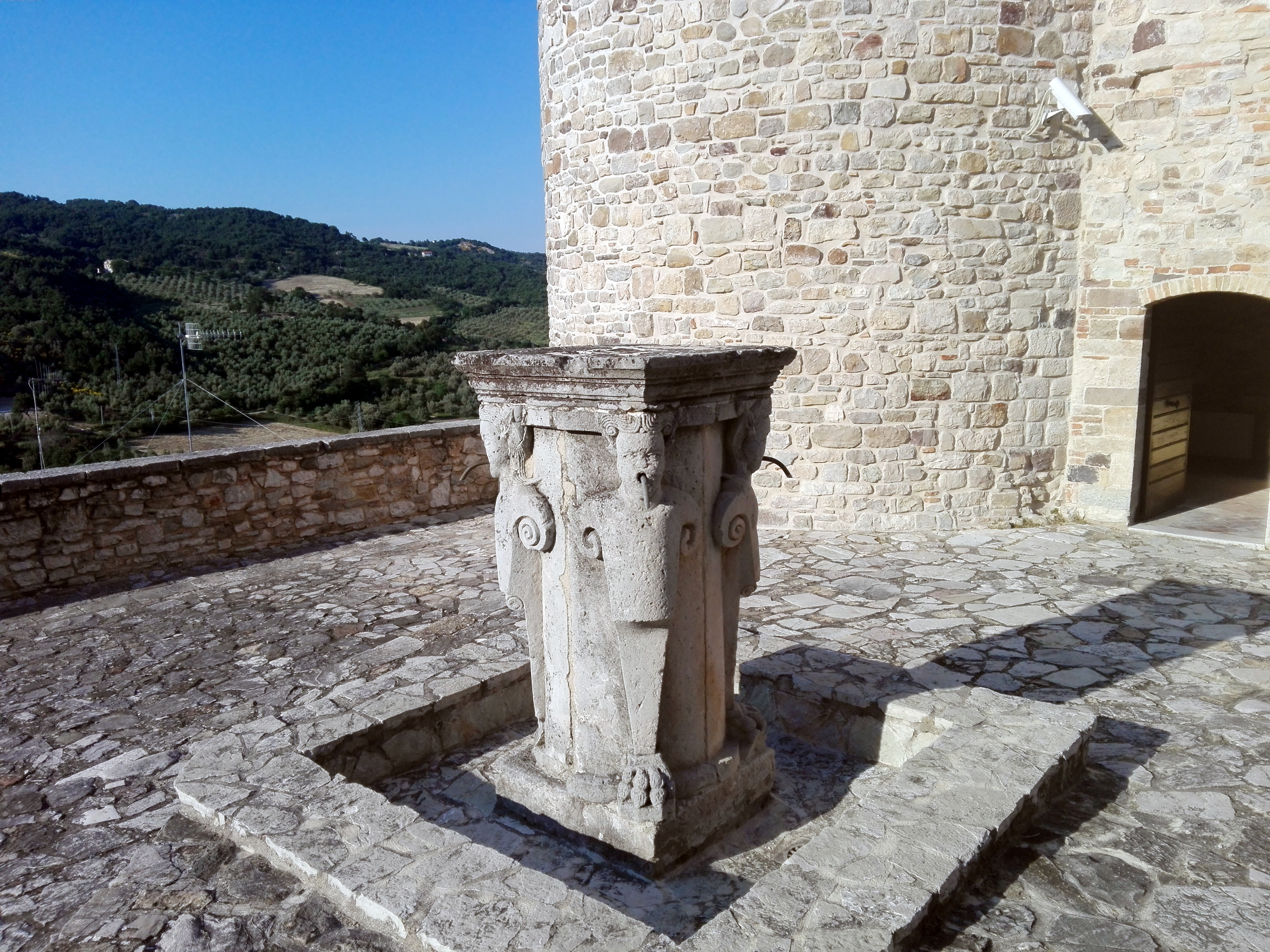
Cortile interno: la fontana dei fauni

Il cortile interno presenta una piazzola con una fontana di origine incerta, la cosiddetta Fontana dei Fauni, rinvenuta dagli ultimi proprietari in agro di Montefalcone nel Sannio e collocata qui da essi. Per un lungo periodo fu considerata di origine sannita, ma non vi sono studi al riguardo che suffraghino l'ipotesi che è considerata quindi superata. Essa è costituita da un quattro figure zoomorfe simmetricamente disposte intorno ad una colonna centrale, alla sommità della quale vi è un basamento che non ospita niente. Secondo le teorie di uno storico dell'arte molisano, le quattro figure rappresentano dei fauni e potrebbe essere ispirata al lavoro di Pirro Ligorio, il quale aveva intrecciato ottimi rapporti con i Carafa della Spina, anch'essi feudatari per un breve periodo di Civitacampomarano. Il loro passaggio è rimasto impresso anche nella pietra, essendo presente, al di sopra dello stemma dei di Sangro, il loro blasone costituito da tre fasce orizzontali attraversate in diagonale da una spina.
Tutt'intorno al perimetro del cortile, al di sotto del tetto, corre un sistema di grondaie, costituite da cocci in terracotta, che grazie ad intelligenti pendenze raccolgono l'acqua piovana e la convogliano, attraverso due pozzi, in una grande cisterna situata al di sotto del calpestio e della capienza di 120.000 litri. Anticamente provvedeva al fabbisogno idrico di tutto l'abitato.
Dal cortile è possibile accedere sia ai locali di servizio e alle stalle, sia alle camere signorili situate al piano nobile, raggiungibili tramite una scala in pietra coperta.

## Primo piano
Al primo piano si trova un'enfilade di stanze che partono dal lato occidentale, affacciandosi sul loggiato, e proseguono lungo tutto il fronte meridionale e quello orientale fino alla torre a nord-est. Percorrendole attraversiamo anche il salone di rappresentanza e quella che probabilmente al tempo era la sala da pranzo, completata da un ampio camino e posta in comunicazione diretta con una piccola stanzetta laterale in cui vi è una cucina, rivestita con maioliche e in cui sono presenti delle fornacelle e un forno. Il soffitto delle stanze signorili è a cassettoni e in origine erano tutti decorati. Si sono conservati purtroppo solo in poche stanze. Altrove, quelli che erano troppo compromessi, sono stati sostituiti durante il restauro. Nel salone di rappresentanza si firmò il già citato atto di matrimonio tra la figlia di Paolo di Sangro, Altobella, e Cola di Monforte, il 21 novembre del 1450 (questi vissero, con alterne fortune, a Campobasso prima, a Mantova poi e fu lì che nel 1465 Cola si macchiò di uxoricidio, annebbiato dalle voci d'infedeltà della moglie).
Gli arredamenti esposti all'interno, purtroppo, per la maggior parte non sono originari del luogo, ma compatibili con quelli che si sarebbero potuti rinvenire al momento del trasferimento del castello allo Stato.

## Monumento nazionale
Dichiarato Monumento nazionale il 2 maggio del 1979 con Decreto del Ministero per i beni culturali e ambientali, è stato acquistato dallo Stato nel marzo del 1988, preso in consegna nel 1996 ed è stato chiuso per un lungo lavoro di restauro tra la fine degli anni Novanta e i primi del Duemila.
Nel 2007 il castello è stato sede dell'attività didattica di un progetto a cura e sotto la direzione del DIRES - Dipartimento di Restauro e conservazione dei beni architettonici dell'Università di Firenze (oggi DIDA). Il progetto era volto alla formazione, specializzazione e aggiornamento di operatori al fine di qualificare personale e imprese esistenti nei settori di restauro.